# Alessandro Giacone
Alessandro Giacone, né en 1975 à Boston (États-Unis), est un historien italien spécialisé dans l’histoire de la construction européenne et dans l’histoire de l’Italie contemporaine.

## Biographie
Après avoir fait ses études en classes préparatoires au lycée Henri-IV, Alessandro Giacone entre à l’École normale supérieure de la rue d’Ulm (promotion AL/1996), premier Italien à y avoir été reçu après l’ouverture du concours aux étudiants européens en 1994. Diplômé de l’Institut d’études politiques de Paris (1999), il a été reçu à l’agrégation d’histoire (2001) et à celle d’italien (2002).
Sa thèse, sous la direction de Marc Lazar, a été consacrée à « La fonction présidentielle en Italie (1946-1964) », où il étudie l’action politique et le rôle symbolique du chef de l’État dans les deux premières décennies de l’Italie républicaine.
Après avoir enseigné à l’Institut d’études politiques de Paris (2002-2005), à l’Université Sorbonne-Nouvelle (2005-2009), à l’Université Grenoble-Alpes (2009-2019), il est professore associato au département de Sciences politiques de l'université de Bologne.
En 2014, il a soutenu, sous la direction de M. Margairaz, son habilitation à diriger des recherches à l’université Panthéon-Sorbonne avec un dossier intitulé Élites, administrations et politiques publiques en Europe au XXe siècle. L'ouvrage tiré de cette habilitation, Jean Guyot, un financier humaniste, a obtenu le prix Daniel Strasser de l'Académie des sciences morales et politiques.

## Publications

### Ouvrages
- Paul Delouvrier, un demi-siècle au service de la France et de l’Europe, Paris, Descartes & compagnie, 2004.
- L’Europe difficile (avec Bino Olivi), Paris, Folio, Gallimard, 2007[3],[4].
- Jean Millier, un hussard de l’architecture (avec Dominique Lefrançois), Paris, AntePrima/AAM, 2008[5].
- Les Grands Paris de Paul Delouvrier, Paris, Descartes & compagnie, 2010[6].
- La Provincia e l’Impero. Il giudizio americano sull’Italia di Berlusconi (avec Mimmo Franzinelli), Milan, Feltrinelli, 2011[7].
- Manuale di storia politica dell’Italia contemporanea (avec Leonardo Casalino), Paris, Chemins de tr@verse, 2011.
- Il Riformismo alla prova, Il primo governo Moro nei documenti e nelle parole dei protagonisti (novembre 1963-agosto 1964) (avec Mimmo Franzinelli), Milan, Annali della    Fondazione Feltrinelli, 2013[8],[9].
- Jean Guyot, un financier humaniste, Paris, CNRS éditions, 2015[10], prix Daniel Strasser de l'Académie des sciences morales et politiques.
- La France et l’Italie, histoire de deux nations sœurs de 1660 à nos jours (avec Gilles Bertrand et Jean-Yves Frétigné), Paris, Armand Colin, 2016[11].
- 1960. L'Italia sull'orlo della guerra civile (avec Mimmo Franzinelli), Milan, Mondadori, 2020[12],[13].

### Direction d’ouvrages
- I Fratelli Rosselli: l’antifascismo e l’esilio (dir. Alessandro Giacone et Eric Vial), Rome, Carocci, 2011[14].
- France-Italie 1955-1967 (vol. I), Politique, Société, Économie (dir. Alessandro Giacone et Marco Maffioletti), Grenoble, ELLUG, 2016[15].
- France-Italie 1956-1967 (vol. II), Lingua, Letteratura e Cultura Politique (dir. Alessandro Giacone, Marco Maffioletti, Lorella Martinelli, Ugo     Perolino), Lanciano, Carabba, 2016.
- Carlo e Nello Rosselli nell’80° dell’assassinio, Atti del convegno internazionale di Parigi (dir. Alessandro Giacone et Eric Vial), Quaderni del Circolo Rosselli, n. 2/3, 2017[16].
- Il Ritratto e il potere. Immagini e politica in Francia e in Italia nel Novecento (dir. Luciano Cheles et  Alessandro Giacone), Pise, Pacini, 2017[17].
- Il trauma di Caporetto. Storia, letteratura e arti (dir. Francesca Belviso, Maria Pia de Paulis, Alessandro Giacone), Turin, Academia University Press, 2018.
- Giovanni Pieraccini nel socialismo riformista italiano (dir. Alessandro Giacone), Quaderni del Circolo Rosselli, n. 4, 2018.
- Vingt ans d'échanges culturels franco-italiens/Vent'anni di scambi culturali franco-italiani (dir. Alessandro Giacone), Rome, Aracne, 2018.
- Il '68 in Italia e in Francia: sguardi incrociati/1968 en France et en Italie: regards croisés (dir. Alessandro Giacone), Rome, Aracne, 2019.
- Anima socialista. Nenni e Pertini in un carteggio inedito (1927-1979), (dir. Antonio Tedesco et Alessandro Giacone), Rome, Arcadia, 2020[18],[19].
- The Political Portrait. Leadership, Image and Power (edited by Luciano Cheles and Alessandro Giacone), London, Routledge, 2020.
- Pierre Uri. Le parcours d’un fondateur de l’Europe (dir. Alessandro Giacone), Paris, IGPDE-CHEFF, 2023                                              https://www.economie.gouv.fr/igpde-editions-publications/pierre-uri-le-parcours-dun-fondateur-de-leurope
- I socialisti francesi e italiani (1971-1994)/Les socialistes français et italiens (1971-1994), Rome, Aracne, 2024.